# Trollface

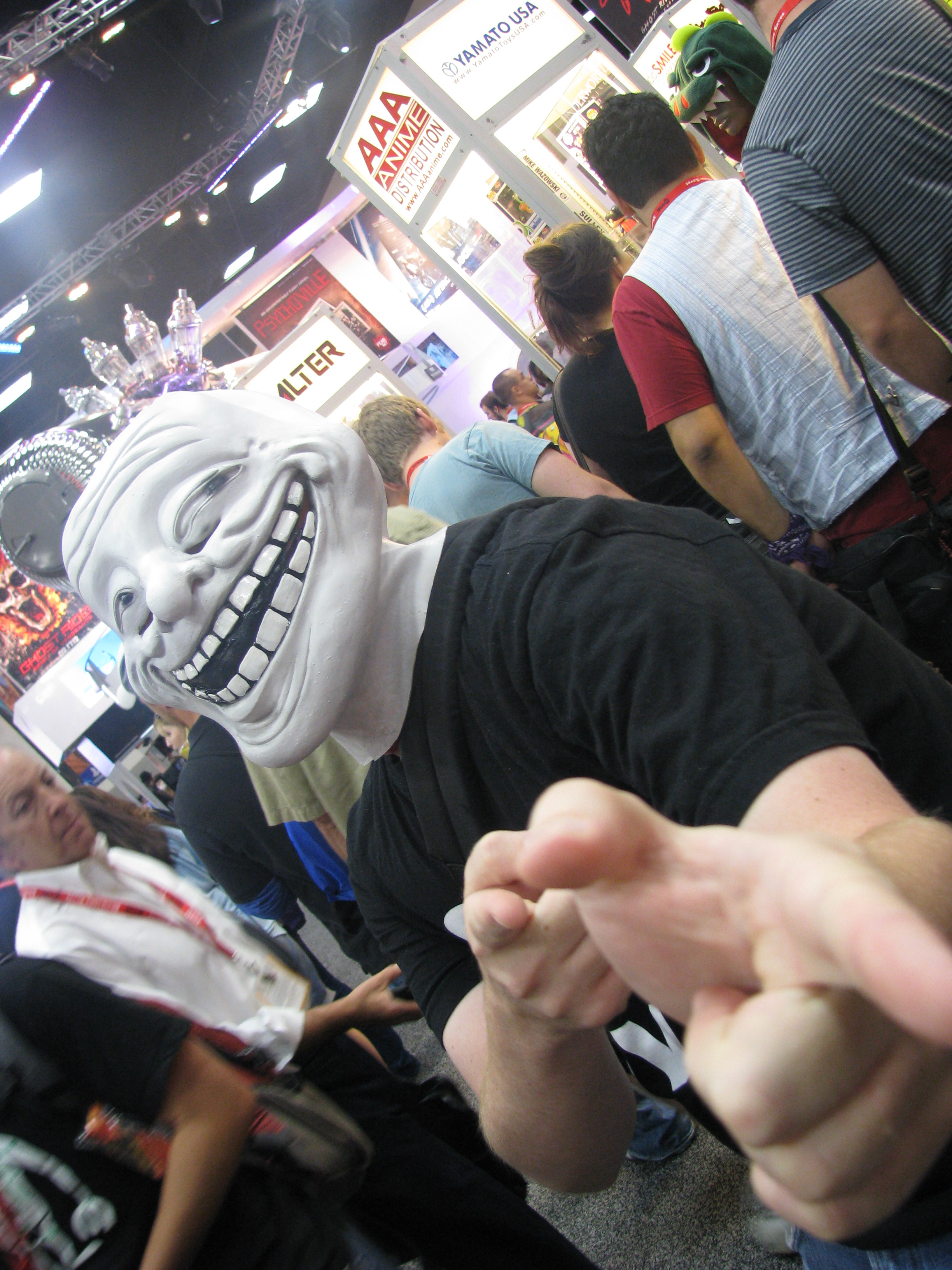
Mężczyzna w masce Trollface’a

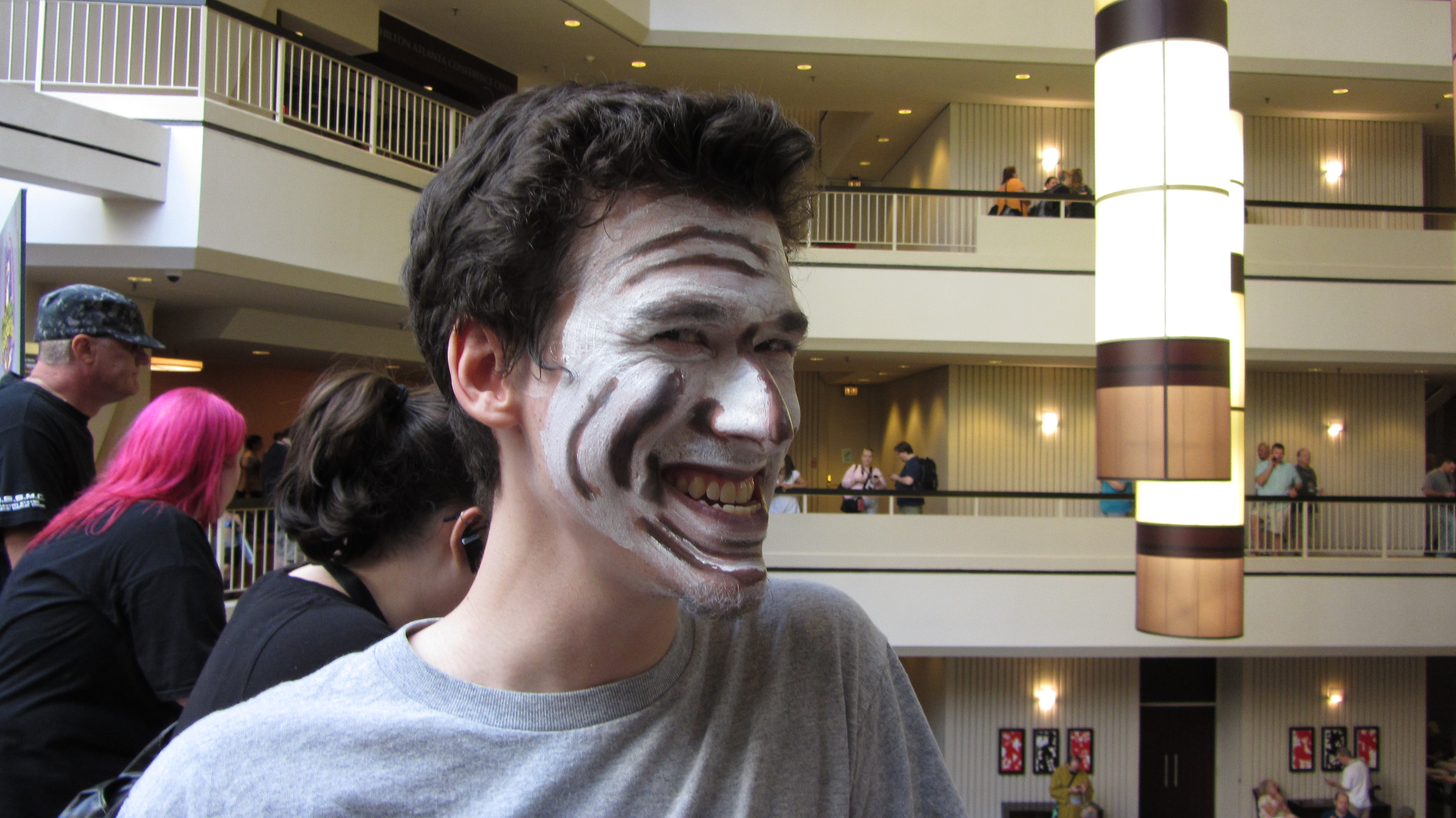
Mężczyzna w makijażu Trollface’a na DragonConie (2011)

Trollface (dosł. twarz trolla) – rysunek stworzony w 2008 przez Carlosa Ramireza, będący elementem komiksu z kierowcą i policjantem opublikowanego przez Ramireza pod pseudonimem „Whynne” na DeviantArt. Komiks będący reakcją na zachowanie części użytkowników forum 4chan zrobiono w programie Paint. „Twarz trolla” szybko stała się internetowym memem i symbolem trollowania.
Carlos Ramirez zarobił na memie 100 tysięcy dolarów pochodzących z tytułu licencji i ugód (stan na kwiecień 2015).  